# Diecezja El Paso
Diecezja El Paso (łac. Dioecesis El Pasensis, ang. Diocese of El Paso) jest diecezją Kościoła rzymskokatolickiego w zachodniej części stanu Teksas. 

## Historia
Diecezja została kanonicznie erygowana 3 marca 1914 roku przez papieża Piusa X. Wyodrębniono ją z terenów diecezji Dallas, San Antonio i Tucson. Pierwszym ordynariuszem mianowano jezuitę Johna J. Browna, ale zrezygnował on z urzędu zanim przyjął sakrę biskupią. Diecezja dwukrotnie utraciła część terytoriów; w roku 1961 na rzecz diecezji San Angelo, a w roku 1982 część, która leżała w stanie Nowy Meksyk, na rzecz diecezji Las Cruces.

## Ordynariusze
- John J. Brown SJ (1915)
- Anthony Joseph Schuler SJ (1915–1942)
- Sidney Matthew Metzger (1942–1978)
- Patrick Flores (1978–1979)
- Raymundo Joseph Peña (1980–1994)
- Armando Ochoa (1996–2011)
- Mark Seitz (od 2013)